# Microplidus abdominalis
Microplidus abdominalis är en skalbaggsart som beskrevs av Louis Burgeon 1945. Microplidus abdominalis ingår i släktet Microplidus och familjen Melolonthidae. Inga underarter finns listade i Catalogue of Life.